# 서운초등학교
서운초등학교는 대한민국 경기도 안성시 서운면 동촌리에 있는 공립 초등학교이다.

## 학교 연혁
- 1927년 4월 10일 서운공립보통학교 설립
- 1938년 4월 1일 서운공립심상소학교로 개칭[1]
- 1941년 4월 1일 서운공립국민학교로 개칭[2]
- 1964년 3월 1일 산평국민학교 분리
- 1969년 6월 13일 현매국민학교 분리
- 1981년 3월 5일 병설유치원 개원
- 1996년 3월 1일 서운초등학교로 교명 변경[3]
- 2014년 9월 1일 제28대 류방숙 교장 부임
- 2017년 2월 10일 제86회 졸업(5,537명)
- 2017년 3월 1일 7학급 편성(특수 1학급)

## 학교 상징
- 교화 - 개나리 : 평화롭고 순박한 마음의 표현
- 교목 - 은행나무 : 무궁한 발전과 굳건한 의지

## 참고 자료
- 서운초등학교 - 한국교육학술정보원 학교알리미